# Cryptocephalus alnicola
Cryptocephalus alnicola – gatunek chrząszcza z rodziny stonkowatych i podrodziny Cryptocephalinae
Gatunek ten został opisany w 1885 roku przez Achille Costę i umieszczony w podrodzaju Burlinius.
Znany wyłącznie z Korsyki i Sardynii.